# Moane
Moane este o localitate din comuna Øystre Slidre, provincia Oppland, Norvegia, cu o suprafață de 0,35 km² și o populație de 263 locuitori (2013).